# 사쿠마 다이치
사쿠마 다이치(일본어: 佐久間 太一, 2003년 6월 12일~)는 일본의 축구 선수이다.

## 구단 경력
그는 2022년 J2리그의 제프 유나이티드 지바에 입단했다. 2023년 J3리그의 반라우레 하치노헤로 임대 이적했다. 2024년 제프 유나이티드 지바로 복귀했다. 2025년 일본 지역 리그의 본즈 이치하라로 이적했다.